# MKE Ankaragücü
Az Ankaragücü (IPA: /ankaragydʒy/), teljes nevén Makina Kimya Endüstrisi Ankaragücü egy török labdarúgóklub, melynek székhelye Ankara.

## Története
A klub elődjét, az Altin Örs Idman Yurdut Isztambul Zeytinburnu negyedében alapították. 1910-ben került át székhelye Ankarába, ezt az időpontot tartják az alapítás idejének. Az első világháború után a klub neve AS-FA Gücü lett, 1948 óta viseli az Ankaragücü nevet.

## Jelenlegi játékosok
2023. április 8-i állapotnak megfelelően.
| #  |     | Poszt | Név                                                         |
| -- | --- | ----- | ----------------------------------------------------------- |
| 2  | TUR | V     | Mahmut Akan                                                 |
| 4  | TUR | V     | Atakan Çankaya                                              |
| 5  | CZE | V     | Matěj Hanousek (kölcsönben a Sparta Praha csapatától)       |
| 7  | GRE | KP    | Anasztásziosz Hadzijiovánisz                                |
| 8  | POR | KP    | Pedrinho                                                    |
| 10 | ANG | KP    | Felício Milson (kölcsönben a Nyizsnyij Novgorod csapatától) |
| 12 | USA | CS    | Gboly Ariyibi                                               |
| 14 | SEN | KP    | Lamine Diack                                                |
| 16 | BIH | KP    | Andrej Đokanović                                            |
| 17 | GRE | V     | Sztéliosz Kíciu                                             |
| 18 | BIH | V     | Nihad Mujakić                                               |
| 19 | NOR | KP    | Ghayas Zahid ()                                             |
| 21 | GEO | KP    | Giorgi Beridze                                              |
| 22 | GAM | CS    | Ali Sowe (kölcsönben a Rosztov csapatától)                  |
| 24 | FRA | V     | Kévin Malcuit                                               |
| 25 | TUR | K     | Doğukan Kaya                                                |

| #  |     | Poszt | Név                                                    |
| -- | --- | ----- | ------------------------------------------------------ |
| 26 | SRB | V     | Uroš Radaković                                         |
| 29 | CGO | CS    | Bevic Moussiti-Oko                                     |
| 32 | TUR | K     | Gökhan Akkan (kölcsönben a Çaykur Rizespor csapatától) |
| 33 | TUR | V     | Hasan Ali Kaldırım                                     |
| 37 | TUR | V     | Arda Kızıldağ (kölcsönben a Gaziantep csapatától)      |
| 48 | TUR | KP    | Taylan Antalyalı (kölcsönben a Galatasaray csapatától) |
| 54 | TUR | KP    | Emre Kılınç (kölcsönben a Galatasaray csapatától)      |
| 77 | TUR | CS    | Gökhan Töre                                            |
| 80 | TUR | CS    | Sıtkı Ferdi İmdat                                      |
| 88 | TUR | CS    | Fıratcan Üzüm                                          |
| 98 | TUR | K     | Kaan Çinkaya                                           |
| 99 | TUR | K     | Bahadır Han Güngördü                                   |
|    | FRA | V     | Enock Kwateng                                          |
|    | TUR | KP    | Ender Aygören                                          |
|    | TUR | CS    | Muhammed Yasir Karabay                                 |

## Eredmények
- First League:
  - Bajnok (3): 1968–69, 1976–77, 2021-2022
  - Ezüstérmes (1): 2017–18

- Török Kupa:
  - Győztes (2): 1971–72, 1980–81
  - Második (3): 1972–73, 1981–82, 1990–91

- Török szuperkupa:
  - Győztes (1): 1981
  - Második (1): 1972

## Európai kupaszereplések
| Sorozat                     | Mérk. | Gy | D | V | KG | LG | GK  |
| --------------------------- | ----- | -- | - | - | -- | -- | --- |
| Kupagyőztesek Európa-kupája | 6     | 0  | 1 | 5 | 1  | 13 | –12 |
| UEFA-kupa / Európa-liga     | 6     | 3  | 0 | 3 | 4  | 8  | –4  |
| Összesen                    | 12    | 3  | 1 | 8 | 5  | 21 | –16 |

### Kupagyőztesek Európa-kupája
| Szezon  | Forduló      | Klub         | Otthon | Idegenben | Össz. |
| ------- | ------------ | ------------ | ------ | --------- | ----- |
| 1972–73 | Első forduló | Leeds United | 1–1    | 0–1       | 1–2   |
| 1973–74 | Első forduló | Rangers      | 0–2    | 0–4       | 0–6   |
| 1981–82 | Első forduló | SzKA Rosztov | 0–2    | 0–3       | 0–5   |

### UEFA-kupa és Európa-liga
| Szezon  | Forduló      | Klub            | Otthon | Idegenben | Össz. |
| ------- | ------------ | --------------- | ------ | --------- | ----- |
| 1999–00 | Selejtező    | B36 Tórshavn    | 1–0    | 1–0       | 2–0   |
| 1999–00 | Első forduló | Atlético Madrid | 1–0    | 0–3       | 1–3   |
| 2002–03 | Első forduló | Alavés          | 1–2    | 0–3       | 1–4   |